# Xilin (sockenhuvudort i Kina, Jiangsu Sheng, lat 31,77, long 119,89)
Xilin (kinesiska: 西林, 西林街道) är en sockenhuvudort i Kina. Den ligger i provinsen Jiangsu, i den östra delen av landet, omkring 110 kilometer öster om provinshuvudstaden Nanjing. Antalet invånare är 24 604. Befolkningen består av 11 506 kvinnor och 13 098 män. Barn under 15 år utgör 12,0 %, vuxna 15-64 år 79 %, och äldre över 65 år 7,0 %.
Runt Xilin är det tätbefolkat, med 982 invånare per kvadratkilometer. Närmaste större samhälle är Changzhou, 6,4 km öster om Xilin. Runt Xilin är det i huvudsak tätbebyggt.
Genomsnittlig årsnederbörd är 1 525 millimeter. Den regnigaste månaden är juli, med i genomsnitt 289 mm nederbörd, och den torraste är januari, med 43 mm nederbörd.